# Санкт-Аннен
Санкт-Аннен (нем. Sankt Annen) — община в Германии, в земле Шлезвиг-Гольштейн.
Входит в состав района Дитмаршен. Подчиняется управлению КЛьГ Лунден. Население составляет 321 человек (на 31 декабря 2010 года). Занимает площадь 14,87 км². Названа в честь святой праведной Анны, матери Пресвятой Богородицы. 
Коммуна подразделяется на 3 сельских округа.